# Willem Johannes Leyds
Willem Johannes Leyds (Magelang, Nederlands-Indië, 1 mei 1859 - Den Haag, Nederland, 14 mei 1940) was een Nederlands advocaat en staatsman, die carrière maakte als procureur (1884-1889) en Staats-secretaris (1889-1898) van de Zuid-Afrikaansche Republiek (Transvaal). Van 1898 tot 1902, tijdens de cruciale periode van de Tweede Boerenoorlog, was hij speciale gezant van de Republiek en Gevolmachtigd Minister in Brussel, geaccrediteerd bij verschillende Europese staten.

## Biografie

### Jeugd en studie
Leyds werd geboren in Magelang, Nederlands-Indië, als zoon van Nederlandse onderwijzers. Na het overlijden van zijn vader keerde Leyds op 6-jarige leeftijd met zijn familie terug naar Nederland. Hij studeerde rechten aan de Universiteit van Amsterdam, waar hij uitblonk als een zeer begaafde student en cum laude afstudeerde.
Hierop werd hij door zijn docenten doorverwezen naar de president van Transvaal, Paul Kruger, die een overwinningstocht door Europa maakte na de Eerste Boerenoorlog en na het ontslag van Pieter Jorissen op zoek was naar een nieuwe staatsprocureur om de regering van zijn heroverde land te versterken. Na een persoonlijke ontmoeting met Kruger accepteerde Leyds het aanbod en vertrok hij met zijn vrouw Louise Leyds-Roeff naar Pretoria.

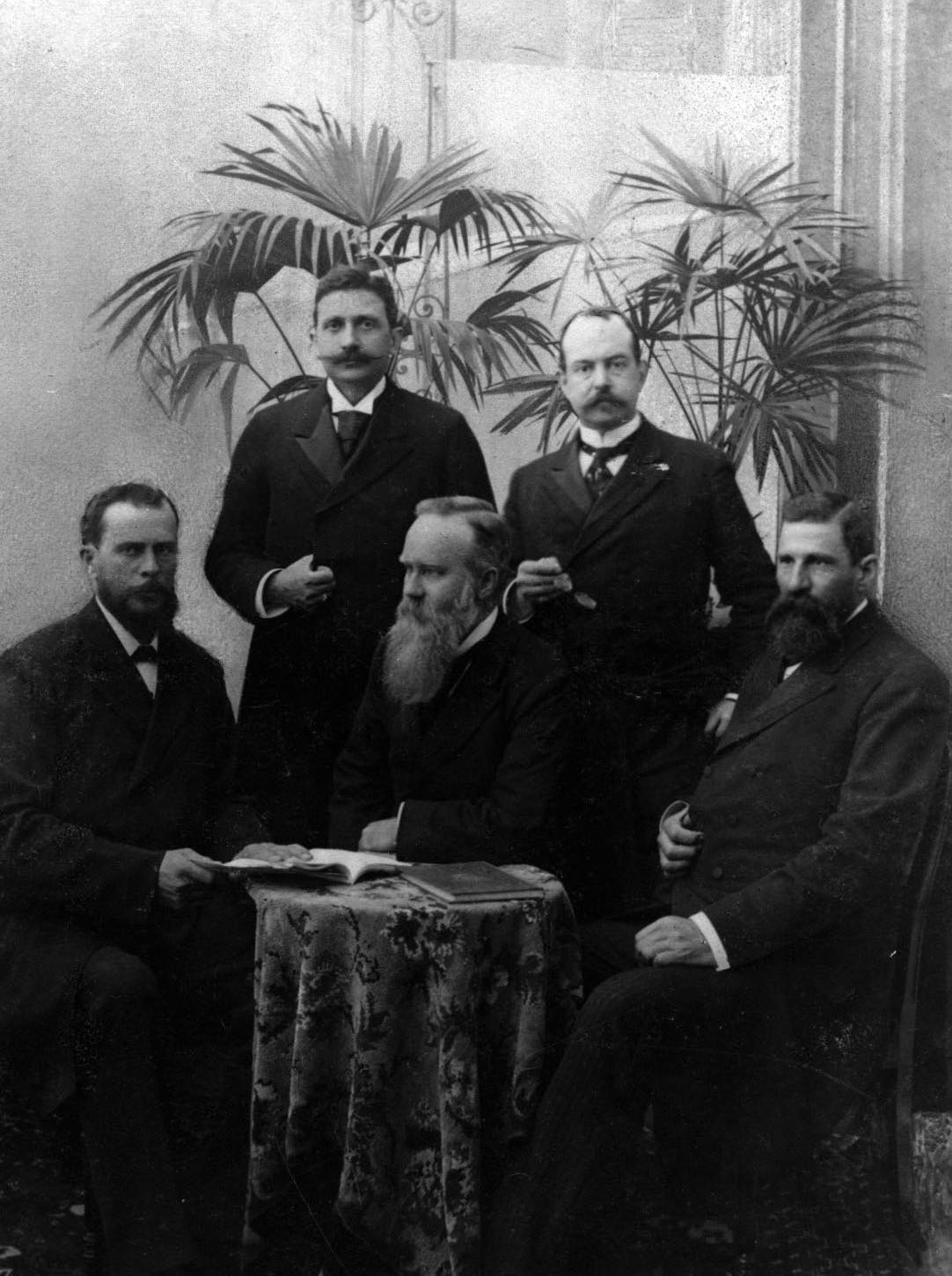
De Boerendelegatie in Europa. V.l.n.r. Andries Daniël Wynand Wolmarans, Willem Johannes Leyds, Abraham Fischer, Hendrik Pieter Nicolaas Muller en Cornelius Hermanus Wessels.

### Zuid-Afrikaansche Republiek
Als staatsprocureur hield hij zich vooral bezig met de justitiële zaken van de republiek en de oprichting van de veelbelovende Nederlandsch-Zuid-Afrikaansche Spoorwegmaatschappij. Leyds schopte het tot rechterhand van Kruger en werd in 1888 gepromoveerd tot Staats-secretaris van de bloeiende republiek. Vanwege een keelaandoening verbleef Leyds in 1896 een tijdlang in Europa voor een kuur, maar eenmaal terug in Pretoria trad hij vanwege zijn terugkerende gezondheidsklachten af als Staats-secretaris. Hij werd opgevolgd door Francis William Reitz en keerde terug naar Europa, waar hij in Brussel in dienst trad als gezant van de Zuid-Afrikaansche Republiek in Europa. Door zonder toestemming van de Nederlandse regering in staatsdienst van de Zuid-Afrikaansche Republiek te treden, verloor hij zijn Nederlanderschap. In 1905 herkreeg hij het Nederlanderschap. 

### Europa
Toen de Tweede Boerenoorlog uitbrak diende hij als diplomaat en probeerde hij tevergeefs voor de Boerenzaak te strijden door naar steun van de continentale machten te vragen. Het Verdrag van Vereeniging betekende echter het einde van zijn Zuid-Afrikaanse carrière. In 1904 begeleidde hij nog het stoffelijk overschot van Paul Kruger naar Zuid-Afrika en trok hij zich terug in Den Haag, waar hij zich bezighield met de geschiedschrijving van de voormalige Zuid-Afrikaansche Republiek. Voor zijn inzet voor Zuid-Afrika ontving hij eredoctoraten van de Universiteit van Pretoria en de Universiteit van Stellenbosch.

### Overlijden
Leyds overleed in 1940 in Den Haag.

## Nalatenschap
- De plaats Leydsdorp in de huidige Zuid-Afrikaanse provincie Limpopo werd in 1890 gesticht en vernoemd naar Leyds.
- Generaal en premier van Zuid-Afrika Jan Christian Smuts noemde Leyds "de grootste figuur in de Transvaalse geschiedenis op Kruger na."[2]